# Spartina densiflora
Spartina densiflora (esparto o espartillo) es una especie fanerógama, perenne, perteneciente a la familia Poaceae. 

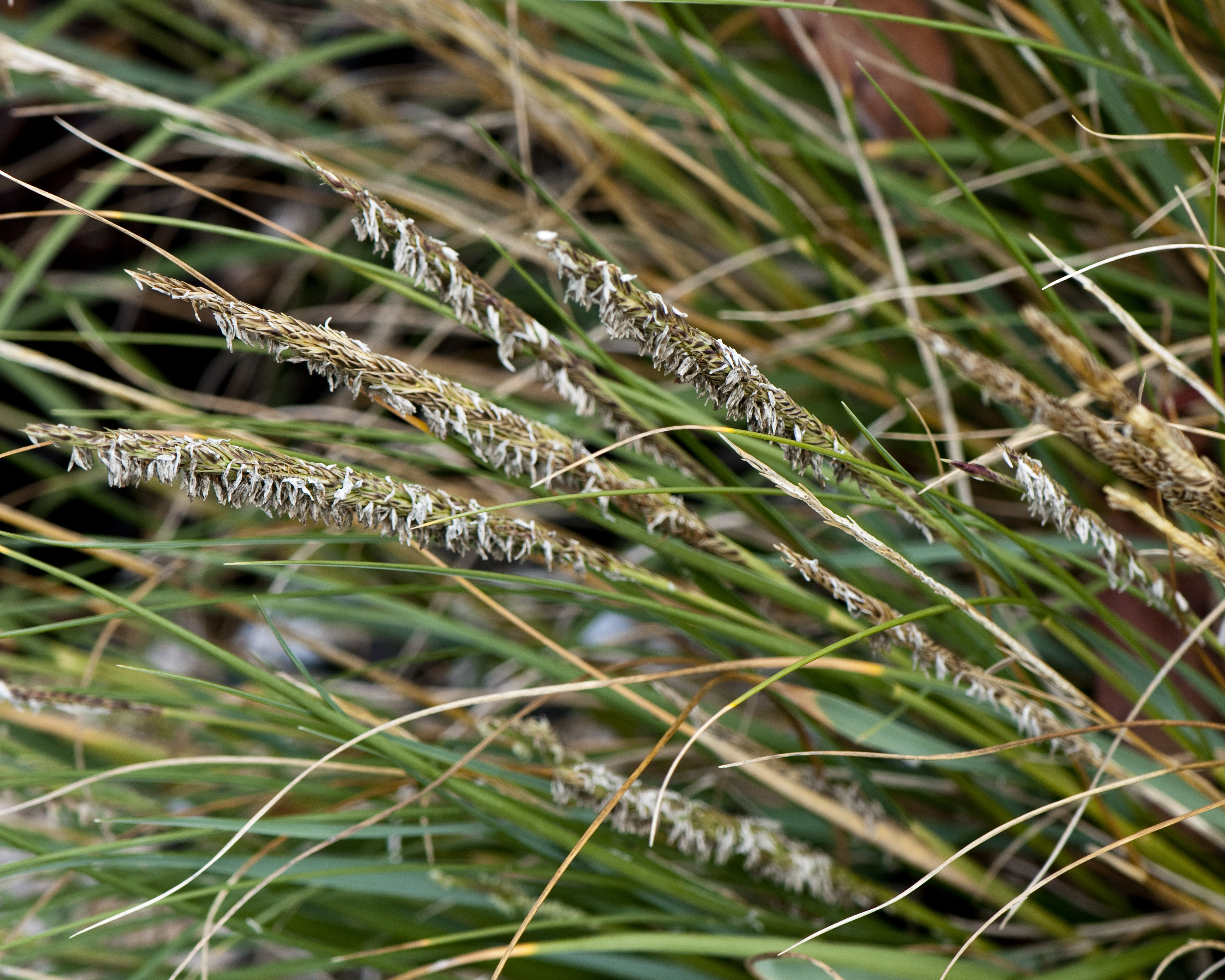
Detalle de la planta

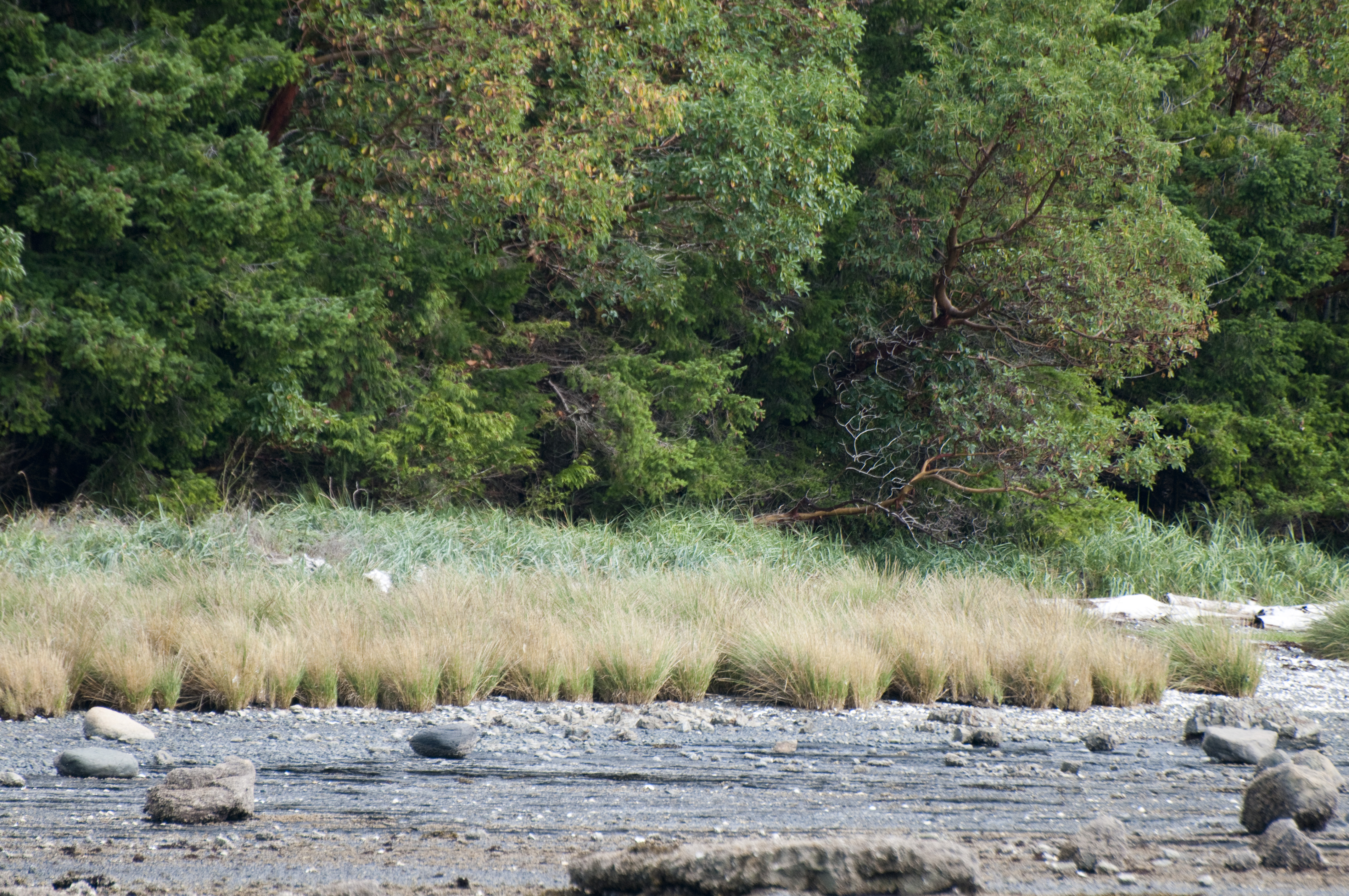
Hábitat

## Descripción y hábitat
Las láminas de las hojas son angostas (5-9 mm), y semienvainadas, de coloración verde-grisácea, con 3-15 dm de altura. La inflorescencia es una espiga muy angosta, de 6 a 30 cm de largo, y flores diminutas, densas y compactas. Es tolerante a sales, y crece erecta en matas densas, cespitosas. Vive bien en ambientes encharcados y salinos, compitiendo mucho mejor que Spartina argentinensis en la ocupación de los valles de inundación de cursos de agua. Fuera de su distribución natural, puede ser una especie invasora. 

## Taxonomía
Spartina densiflora fue descrita por Adolphe Theodore Brongniart y publicado en Voyage Autour du Monde 2(2): 14. 1829.
Etimología
Spartina: nombre genérico que deriva de las palabras griegas spartine (una cuerda hecha de esparto, Spartium junceum), refiriéndose a las hojas fibrosas.
densiflora: epíteto latíno que significa "denso de flores".
Sinonimia
- Chauvinia chilensis Steud.
- Spartina juncea var. laxiflora St.-Yves
- Spartina juncea var. montevidense (Arechav.) St.-Yves
- Spartina montevidensis Arechav.
- Spartina patagonica Speg.[4]

## Especie invasora en España
Debido a su potencial colonizador y constituir una amenaza grave para las especies autóctonas, los hábitats o los ecosistemas, esta especie ha sido incluida en el Catálogo Español de Especies Exóticas Invasoras, regulado por el Real Decreto 630/2013, de 2 de agosto, estando prohibida en España su introducción en el medio natural, posesión, transporte, tráfico y comercio.